# 姉島

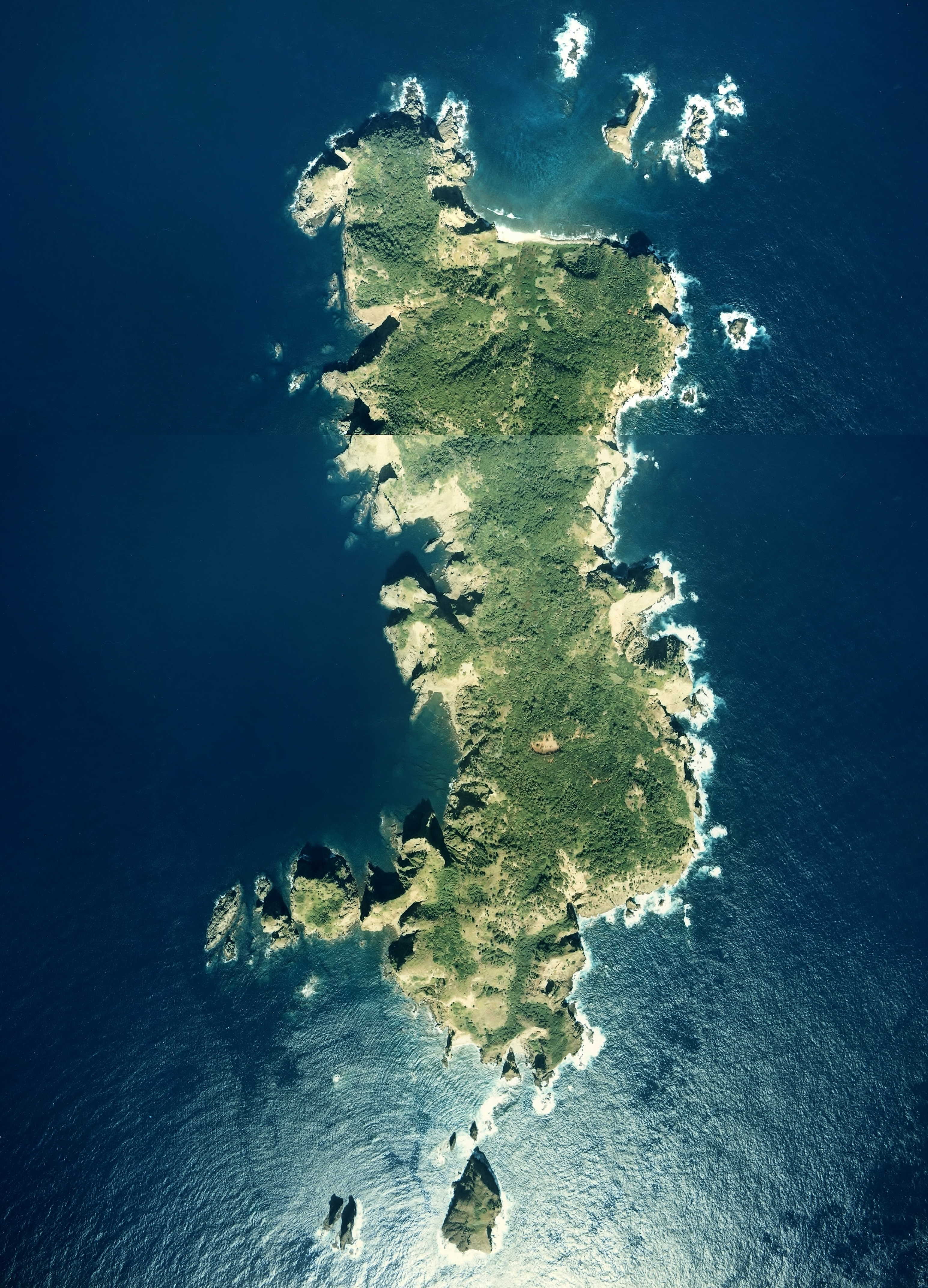
姉島の空中写真。
1978年撮影の2枚を合成作成。
。

姉島（あねじま）は、小笠原諸島の島のひとつ。東京都小笠原村。母島列島に含まれる。
1862年、江戸幕府の外国奉行であった水野忠徳らが巡検する。1894年、移住がはじまり、1919年には人口14人を数えた。島内では主としてブタとヤギの放牧が営まれた。しかし、元来人間の生活には厳しい環境であり、人々は次第に島を離れ、第二次世界大戦の戦局悪化に伴う1944年の小笠原引き上げの際にはすでに無人島化していた。現在も無人島である。定期航路などはない。島全体が小笠原国立公園に含まれている。

## 地勢
- 面積：1.43km2
- 周囲：6.9km

### 小島・岩礁
国土地理院地図（抄）。陸繋した浜辺や海礁上の小岩、無名の岩を除く。
- 北鳥島、ローソク岩 - 北側。
- 三本岩 - 西側。
- 二本岩、南鳥島 - 南側。
- ドブ磯 - 南東沖にある磯場。